# 日贡达斯
日贡达斯（法語：Gigondas，法語發音：[ʒiɡɔ̃das]），又称吉恭达斯，是法国普罗旺斯-阿尔卑斯-蓝色海岸大区沃克吕兹省的一个市镇，属于卡庞特拉区。日贡达斯是著名的葡萄酒产区。

## 地理
日贡达斯（44°9'50"N, 5°0'17"E）面积27.14 平方千米，位于法国普罗旺斯-阿尔卑斯-蓝色海岸大区沃克吕兹省，该省份为法国东南部内陆省份，北起德龙省，西北接阿尔代什省，西接加尔省，南至罗讷河口省，东南角与瓦尔省接壤，东临上普罗旺斯阿尔卑斯省。
与日贡达斯接壤的市镇（或旧市镇、城区）包括：博姆德沃尼斯、克雷斯泰、拉法尔、马洛塞讷、萨布莱、塞居雷、叙泽特、瓦凯拉斯、维奥莱斯。

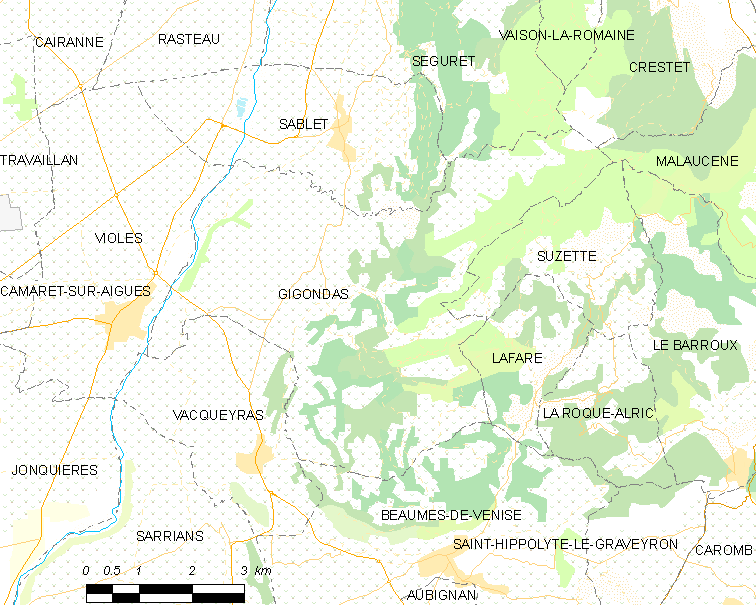
日贡达斯的OSM定位图

日贡达斯的时区为UTC+01:00、UTC+02:00（夏令时）。

## 行政
日贡达斯的邮政编码为84190，INSEE市镇编码为84049。

## 政治
日贡达斯所属的省级选区为韦松拉罗迈讷县。

## 人口

1962-2008年间日贡达斯人口变化图示

日贡达斯于2022年1月1日时的人口数量为435人。